# Kråkholmen (naturreservat)
Kråkholmen är ett naturreservat i Flens kommun  i Södermanlands län.
Området är naturskyddat sedan 1957 och är 1 hektar stort. Reservatet omfattar ön med detta namn och tillhörande udde i sjön Båven. Reservatet består av lövträd och sankstrand.